# Côte d'Ivoire (littoral)
Pour les articles homonymes, voir Côte d'Ivoire (homonymie).
La côte d'Ivoire est la côte africaine donnant sur le golfe de Guinée entre le cap des Palmes à l'ouest, et le cap des Trois-Pointes à l'est. Elle constitue la totalité du littoral de la Côte d'Ivoire et une petite partie de celle du Ghana, entourée à l'ouest par la côte du Poivre et à l'est par celle de l'Or. À partir du XVIIe siècle, la côte d'Ivoire devient un important lieu de la traite négrière occidentale.

## Histoire
L'esclavage local était très peu développé mais avec l'arrivée des Européens, le commerce des captifs va s'accroître considérablement. De 1673 à 1689, les Britanniques ont extraits 24 400 esclaves et de 1690 à 1700, 37 800 esclaves. Ensuite, les Hollandais vont déporter depuis ce site, de 1710 à 1875, 91 500 esclaves.